# Paolo Breccia
Paolo Breccia (* 25. März 1941 in Pisa) ist ein italienischer Filmregisseur und Drehbuchautor.

## Leben
Breccia studierte Rechtswissenschaften und diplomierte 1968 am Centro Sperimentale di Cinematografia. Im selben Jahr drehte er seinen ersten Film, der jedoch nach seiner Aufführung beim Filmfestival Venedig nicht in die Kinosäle gelangte. Im Folgejahr drehte er eine Biografie des kolumbianischen Priesters Camilo Torres. 1975 folgte mit Terminal ein Science-Fiction-Film und dann erst 1991 Cena alla nove, zu denen er jeweils auch das Drehbuch beisteuerte. Ab den 1990er Jahren schrieb er weitere für andere Regisseure. Die Cineteca Nazionale würdigte Breccia 2009 als einen „der eigenwilligsten Autoren, dessen Werk geheimnisvoll und experimentell sei, und der nicht die große Bühne suche“.

## Filmografie

### Regisseur und Drehbuchautor
- 1968: Su davanti fioriva una magnolia
- 1969: Immortalità – Camillo Torres, un prete guerrigliero
- 1975: Terminal
- 1991: Cena alla nove